# Guavasläktet
Guavasläktet (Psidium) är ett släkte inom familjen myrtenväxter förekommande i Mexiko, Västindien och norra Sydamerika och delar i Afrika. Släktet består av små träd och buskar. Psidium-släktet står under taxonomisk omarbetning, och det råder osäkerhet om det exakta antalet arter, med många varieteter, former och synonymer. Exempelvis listar ITIS tiotalet arter, medan andra, ofta äldre källor upptar cirka 100 arter i släktet. Flera av arterna har ätliga frukter och blad med medicinska egenskaper, medan å andra sidan andra arter på många håll räknas som skadeväxter, då de sprider sig snabbt. På vissa platser, bland annat Hawaii, använder man barken av Psidium vid rökning av livsmedel.
Arten Psidium dumetorum från Jamaica betraktas numera som utdöd sedan sent 1970-tal.

Guavafrukter i bild
Psidium littorale var. cattleianum
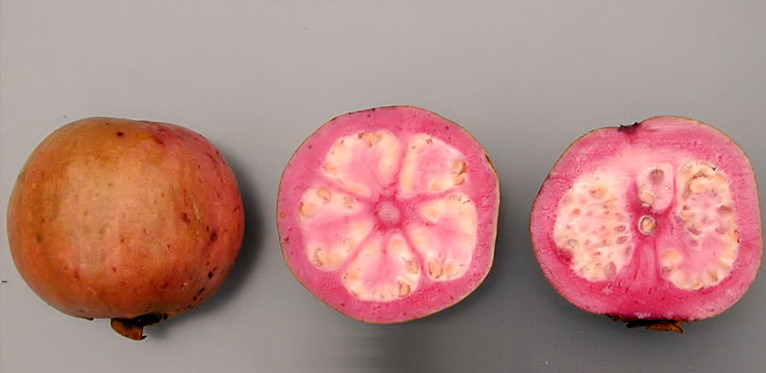
Psidium guajava "Thai Maroon"
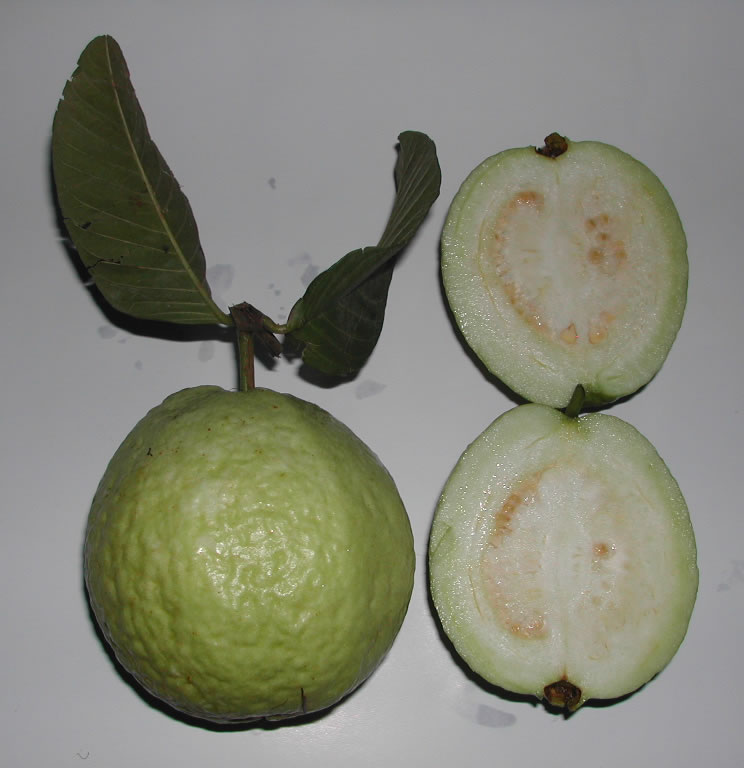
Grön Psidium guajava från Taiwan
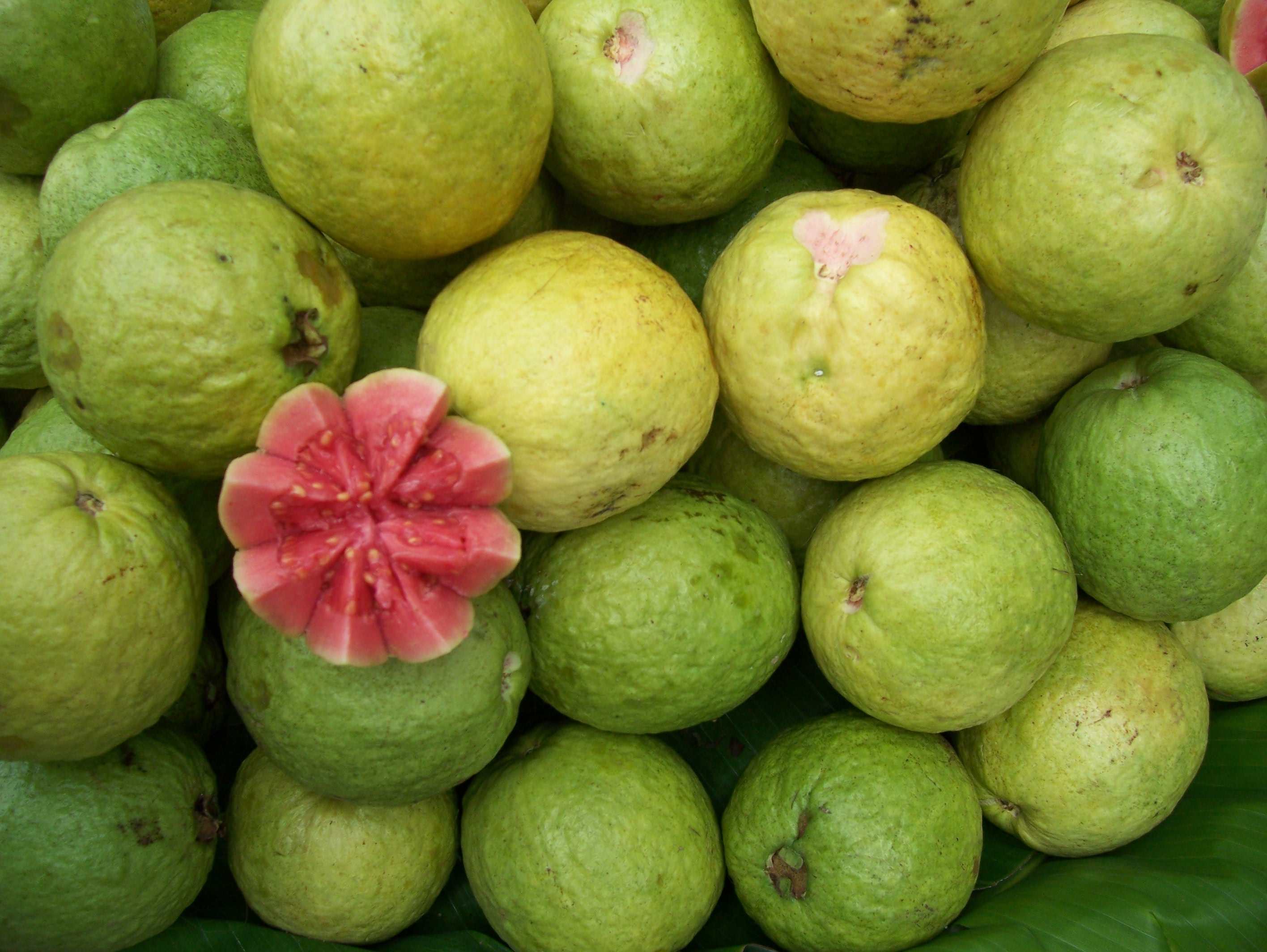
Guavafrukter från Bangalore
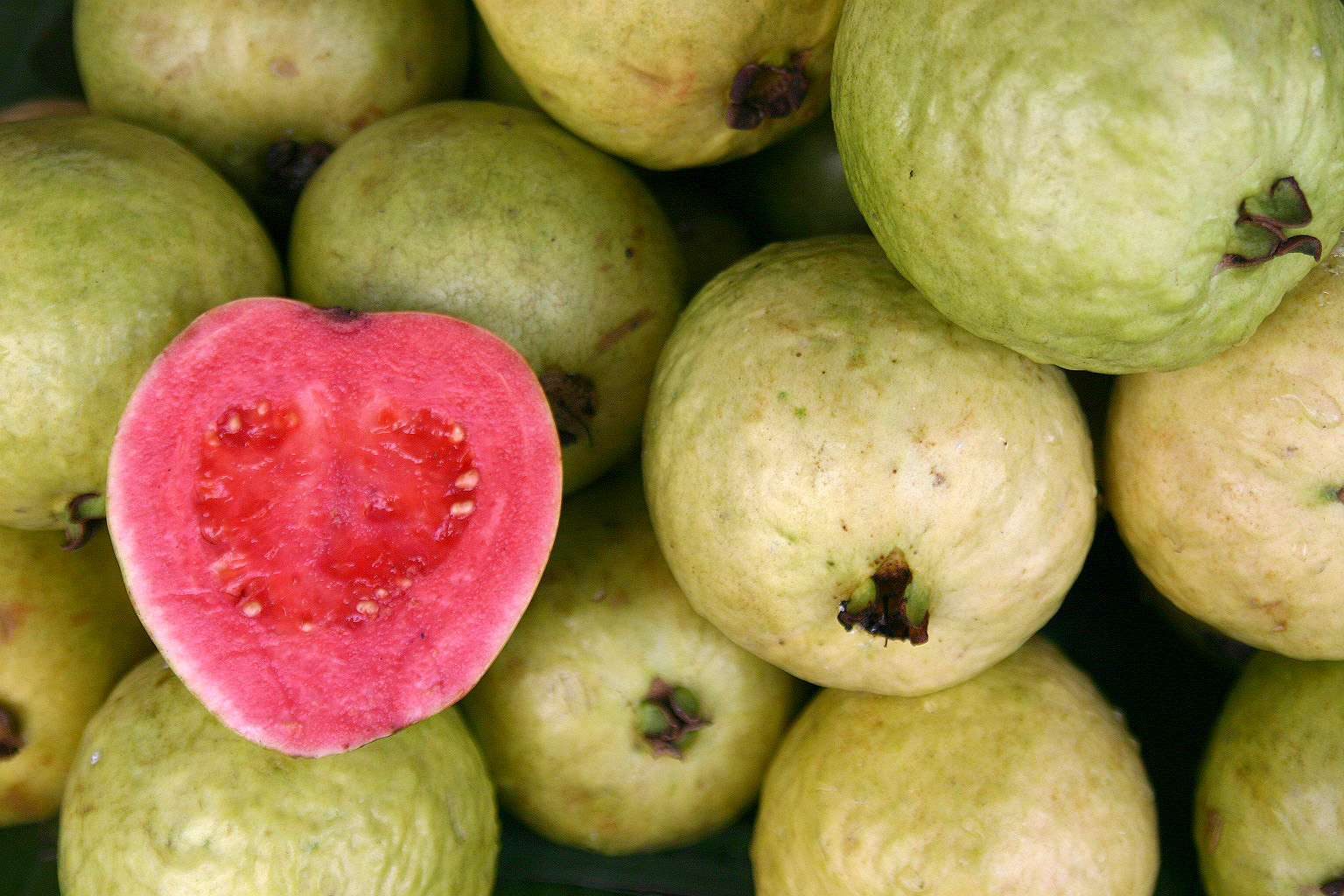
Indonesiska guavor